# Delta Herculis
Désignations
Delta Herculis (δ Her / δ Herculis) est une étoile binaire de la constellation d'Hercule. Elle porte également le nom traditionnel de Sarin. Sa magnitude apparente est de +3,14 et elle est située à environ 75 années-lumière de la Terre.

## Nom
Le nom propre de Sarin a été officialisé par l'Union astronomique internationale le 12 septembre 2016.

## Propriétés
Delta Herculis est une binaire spectroscopique. L'étoile primaire du système, δ Her Aa, est une sous-géante blanche de type spectral A1IVn. Sa température est 8 500 K et sa luminosité vaut 18,5 fois celle du Soleil. L'étoile secondaire, δ Her Ab, est de type spectral F0V (température 7 500 K, luminosité 5,8 fois celle du Soleil)[réf. nécessaire]. Elles ne sont séparées que de 0,1 seconde d'arc.

## Compagnons optiques
En plus de la binaire spectroscopique, il existe trois autres étoiles proches de Delta Herculis A recensées dans les catalogues d'étoiles doubles et multiples et qui sont désignées Delta Herculis B, C et D. Ce sont toutes les trois des doubles optiques, leur proximité apparente avec Delta Herculis A n'étant qu'une coïncidence,.